# خليل بن ظافر سليمان الطرابلسي
خليل بن ظافر سليمان الطرابلسي. شاعر وأديب. ولد يوم الإثنين 2 رجب عام 1371 هـ / 1951م بطرابلس. ودرس في مدرسة الغزالي في أبي سمراء ولم يكمل، حيث ترك الدراسة بعد نيل الشهادة الابتدائية. ولى أثر رؤيا نبوية، تتلخص دعوته في الالتزام بالكتاب والسنة، وخاصة بنهج الشيخين أبي بكر وعمر اللذين خصهما بمدائح كثيرة.

## شعر
له: إثبات السنة بالقرآن الكريم، إعتمد فيه بإثبات صحيح البخاري بشواهد قرآنية على كل حديث- مسرحية شعرية: المفتي الدجال- الرد على المرتد- سبيل الرشد- البصائر- ديوان شعر (هلال جديد) فيه عدة مدائح نبوية- السيل العارض في نقض تائية ابن الفارض في خمسة آلاف بيت- أرجوزة في العقيدة ألف وأربعمائة بيت- قصيدة نبوية من ألف بيت.
- بداية الأرجوزة المحمدية:

احب الهيبة والمهابة وقال فيما رواه أهل الصحيح من خبر وقوف النبي صلى الله عليه وسلم على جبل أحد، ومعه أبو بكر وعمر وعثمان، فرجف بهم الجبل فضربه النبي صلى الله عليه وسلم برجله وقال: اثبت أحد فإنما عليك نبي وصديق وشهيدان [من الكامل]:
وله بيت مشهور من قصيدة نونية [من الكامل] : شغاثة الانبياء به صلوات الله عليه
«وإذا الضرير مشى وراء محمد ... فتحت له في صدره عينان»
- وفي قصيدة أخرى [من الطويل] :[4]